# Bad Bodenteich
Bad Bodenteich település Németországban, azon belül Alsó-Szászország tartományban. Lakosainak száma 4635 fő (2023. december 31.).

## Népesség
A település népességének változása:
| Lakosok száma | 3786 | 3770 | 3743 | 3783 | 3775 | 3877 | 4635 |
|               | 2014 | 2016 | 2017 | 2019 | 2021 | 2022 | 2023 |